# Лезгинская Википедия
Лезгинская Википедия (лезг. Лезги Википедия) — раздел Википедии на лезгинском языке. Открылся 27 марта 2012 года. По состоянию на 4 августа 2025 года раздел содержит 4437 статей. Общее число правок составляет 97 133.
Как и в большинстве вики-проектов на языках небольших народов, в Лезгинской Википедии развита лингвистическая, краеведческая и другие национальные темы. Однако активно создаются статьи и на другие темы — спорт, география мира и т. п. К слабым сторонам проекта относятся недостаточная охваченность базовых статей, а также малое число участников.

## История
Раздел Википедии на лезгинском языке был открыт 27 марта 2012 года, но в Инкубаторе Фонда Викимедиа стал развиваться ещё с октября 2007 года. За год после открытия в разделе было создано 1,5 тыс. статей, ряд шаблонов, повышена связность, принят ряд правил.

## Статьи
В Лезгинской Википедии на момент открытия было создано около 490 статей, однако значительная их часть имела словарный формат и не соответствовала минимальным требованиям к статьям. В разделе при этом было свыше 60 некатегоризированных статей, более сотни статей без внутренних и внешних ссылок, которые даже не распознавались движком MediaWiki. В проекте началась активная работа по улучшению связности, категоризации статей, созданию и переводу на лезгинский язык навигационных шаблонов, для удобства участников подключены гаджеты. В середине апреля 2012 года число статей достигло 500, а число совершённых правок достигло 10 тысяч.
Большое внимание уделяется литературному переводу в шаблонах и статьях. Создан специальный раздел «Википедия: Словарь» (лезг. Гафалаг), в котором любой участник, даже не знающий лезгинского языка, может оставить запрос на перевод важных для статей терминов или фраз.
Кроме того, в Лезгинской Википедии идёт активное создание и доработка статей, входящих в Список статей, которые должны быть во всех языковых версиях. Для координации работ создан соответствующий раздел — Википедия:1000, статьи заносятся в специальную скрытую категорию и, подобно тому, как это реализовано в Каталанской Википедии, помечаются специальным значком в правом верхнем углу экрана. В рейтинге 1000 важнейших статей по состоянию на декабрь 2015 года раздел занимает 129 место, набрав 5,76 % от максимального числа баллов.
По состоянию на 4 августа 2025 года в Лезгинской Википедии создано 4437 статей. Четыре статьи получили статус Избранных: Рим, Тихий океан, Португалия, Хиналугский язык. Статья про село Касумкент получила статус «Хорошей». Автором всех пяти статусных статей является администратор Aslan4ik. В апреле 2015 года появился первый Избранный список, посвящённый городам Словакии.

## Участники
Согласно заявлениям на страницах участников, бо́льшая часть активных редакторов Лезгинской Википедии представляет различные регионы России, а также Азербайджан. Среди них есть как носители языка, так и участники других языковых разделов Википедии — русскоязычного, азербайджанского, английского, литовского и других. Одним из первых решений сообщества стало единогласное принятие стандартной политики в отношении глобальных ботов.
В 2012 году, сразу после открытия, в разделе стали выбирать администраторов, для чего была создана специальная страница выборов. По состоянию на июль 2020 года в Лезгинской Википедии пять администраторов. Для четверых из них лезгинский является родным языком.
Трое активных участников Лезгинской Википедии вошли в число сооснователей группы участников-википедистов Северного Кавказа, официально признанной Комитетом по присоединению Фонда Викимедиа 30 октября 2019 года.